# Мятусово
Мятусово (рос. Мятусово) — присілок у Подпорозькому районі Ленінградської області Російської Федерації.
Населення становить 2 особи. Належить до муніципального утворення Подпорозьке міське поселення.

## Історія
Згідно із законом від 1 вересня 2004 року № 51-оз належить до муніципального утворення Подпорозьке міське поселення.

## Населення
| 1873 | 1885 | 1905 | 1927 | 1958 | 1997 | 2007 |
| ---- | ---- | ---- | ---- | ---- | ---- | ---- |
| 306  | ↗465 | ↘387 | ↗491 | ↘46  | ↘5   | ↘1   |
| 2010 |      |      |      |      |      |      |
| ↗2   |      |      |      |      |      |      |